# 아제르바이잔 민주공화국
아제르바이잔 민주공화국(아제르바이잔어: Azərbaycan Xalq Cümhuriyyəti 아재르바이잔 할그 쥠후리얘티)은 1918년부터 1920년까지 오늘날의 아제르바이잔 지역에 있던 국가이다.
오늘날 아제르바이잔의 전신인 아제르바이잔 민주공화국은 1918년 5월, 자캅카스 민주연방공화국이 붕괴된 후 티플리스에 있는 아제르바이잔 민족위원회의 주도로 수립되었다. 그 당시 확정된 국경선은 북쪽으로 러시아, 북서쪽으로 조지아 민주공화국, 서쪽으로 아르메니아, 그리고 남쪽으로 이란과 맞닿아 있었다. 당시 아제르바이잔 민주공화국의 인구는 약 300만명이었다. 당시에는 바쿠가 볼셰비키의 통제 아래 있었기 때문에 간자가 공화국의 임시 수도였다. 뮈사바트당이 정치적인 이유로 채택한 "아제르바이잔"이라는 국명은 1918년 아제르바이잔 민주공화국이 수립되기 이전 이란 북서부의 인접 지역을 일컫는데 쓰였던 역사가 깊은 이름이었다.
아제르바이잔 민주공화국 체제에서는 민주주의 정치 원리를 기반으로 한 의회가 국가의 최고 권위 기관인 정부 체계가 마련되었으며, 그 전까지는 각료회의가 정부의 최고 권위 기관 역할을 했다. 뮈사바트당의 구성원들이 의회 의석 대부분을 차지했으나, 아르메니아인, 러시아인, 폴란드인, 독일인 등 다양한 민족들과 다양한 성향을 지닌 인물들 역시 의회 활동에 참여했으며, 의회 구성원들 가운데 일부는 범이슬람과 범튀르크주의를 지지하기도 했다.
아제르바이잔 민주공화국은 튀르크와 이슬람 세계에서 처음으로 수립된 세속주의와 민주주의 공화국이었다. 민주주의 정치 원리를 기반으로 성립된 아제르바이잔 민주공화국 의회는 여러 가지 괄목할 성과를 냈는데, 하나는 여성에게 참정권을 확대하여 아제르바이잔이 튀르크와 이슬람 세계에서 최초로 여성에게 남성과 동등한 참정권을 부여한 국가가 되는데 크게 기여한 것이고, 다른 하나는 아제르바이잔에 최초의 근대식 대학인 바쿠 국립대학교를 설립한 것이다.

## 역사
자캅카스 민주연방공화국으로부터 독립한 이 나라는 1920년, 소련의 군대인 붉은 군대의 침공으로 조지아, 아르메니아와 함께 동반 멸망했으며, 세 나라는 모두 조지아, 아르메니아, 아제르바이잔의 이름을 달고 1991년에 독립을 되찾았다.

## 수교국

### 아시아
- 아르메니아 - 이 당시에는 아르메니아와 정식으로 수교했지만, 1991년 독립 이후에는 수교 관계가 아니다. 이후 아르메니아와 전쟁까지 벌였으며, 지금도 두 나라 간의 관계는 험악한 편이다.
- 조지아 - 1918년에 수교했다. 이 당시 조지아는 조지아 민주 공화국이었다.
- 이란 - 1918년에 수교했다. 이 당시 이란의 국호는 페르시아였고, 지금처럼 공화국이 아니라 입헌 군주제 국가였으며, 카자르 왕조가 통치하고 있었다.

### 유럽
- 그리스
- 덴마크
- 리투아니아 - 이 당시 리투아니아는 주권 국가였으나 1940년 소련에 합병되었다가 1991년 독립했다.
- 벨기에
- 스웨덴
- 스위스
- 영국 - 1918년 수교
- 우크라이나 - 1919년에 수교했다. 이 당시 우크라이나의 국호는 우크라이나 인민공화국으로, 이 나라 역시 1921년 붉은 군대의 침공으로 멸망했다. 1991년에 우크라이나의 이름을 달고 독립했다.
- 이탈리아 - 이 당시 이탈리아의 국호는 이탈리아 왕국으로, 1946년에 왕정을 폐지했다.
- 튀르키예 - 1918년에 수교했다. 이 당시 튀르키예의 국호는 오스만 제국이었다. 오스만 제국은 제1차 세계 대전에서 독일과 오스트리아-헝가리와 함께 동맹국으로 참전하다 패배를 맞이하여 상당수의 국토를 잃었다.
- 폴란드
- 프랑스
- 핀란드 - 이 당시 핀란드는 독립한 지 얼마 되지 않았고 러시아 내전으로 인하여 혼란스러운 상황이었다.

### 북아메리카
- 미국 - 1919년 수교

## 같이 보기
- 조지아 민주 공화국
- 아르메니아 제1공화국
- 아제르바이잔
- 아제르바이잔 소비에트 사회주의 공화국